# Interior (Dakota du Sud)
Pour les articles homonymes, voir Interior.
Interior est une municipalité américaine située dans le comté de Jackson, dans l'État du Dakota du Sud. Selon le recensement de 2010, elle compte 94 habitants. La municipalité s'étend sur 1,34 milles carrés (3,47 km2).
Une première localité, du nom de Black, y est fondée en 1891 sur la White River. Lors de l'arrivée du Milawaukee Railroad en 1907, la ville est déplacée à quelques kilomètres au nord-ouest. Elle doit son nom à sa situation à l'intérieur des Badlands.

## Démographie
| 1930 | 1940 | 1950 | 1960 | 1970 | 1980 |
| ---- | ---- | ---- | ---- | ---- | ---- |
| 144  | 182  | 126  | 179  | 81   | 62   |

| 1990 | 2000 | 2010 | - | - | - |
| ---- | ---- | ---- | - | - | - |
| 67   | 77   | 94   | - | - | - |